# 장대로 (대전)
장대로(Jangdae-ro)는 대전광역시 유성구 봉명동 봉명네거리 에서 장대동 죽동네거리 를 잇는 도로이다.

## 주요 경유지
대전광역시
- 유성구 (봉명동 . 장대동)

## 노선
| 이름         | 접속 노선                          | 소재지     | 소재지 | 비고 |
| ------------ | ---------------------------------- | ---------- | ------ | ---- |
| 봉명네거리   | 국도 제32호선 (계룡로)             | 대전광역시 | 유성구 |      |
| 유성교       |                                    | 대전광역시 | 유성구 |      |
| 유성초네거리 | 국가지원지방도 제32호선 (유성대로) | 대전광역시 | 유성구 |      |
| 죽동네거리   | 대전광역시도 제16호선 (한밭대로)   | 대전광역시 | 유성구 |      |

## 주요 건물 및 시설
- 이마트24 R 대전유성센터점 (장대로 42/장대동 281-11)
- 유성터미널 (장대로 54/장대동 357-3)
- 세븐일레븐 장대중앙점 (장대로 104/장대동 326-1)
- 온천2동행정복지센터 (장대로 120/장대동 40-2)